# ヴォルス
ヴォルス（Wols, 1913年5月27日 - 1951年9月1日）は、20世紀前半に活動したドイツの画家。主にフランスで活動した。
本名はアルフレート・オットー・ヴォルフガング・シュルツェ（Alfred Otto Wolfgang Schulze）。20世紀の主要な前衛美術運動の1つである「アンフォルメル」の中心的画家の一人と見なされ、抽象表現主義の先駆者とも言われるが、彼自身は特定の流派やグループに属することはなく、放浪のうちに短い人生を終えた。

## 生涯
ヴォルスことアルフレート・オットー・ヴォルフガング・シュルツェは1913年、裕福なプロテスタントの家庭の息子としてベルリンに生まれた。父アルフレートはワイマール共和国の高級官僚であり、当時の新しい絵画にも理解を示す教養人であった。その息子オットー(ヴォルス)は幼時からバイオリンを習い、絵画、写真、音楽などに多彩な才能を示す少年であった。一家は1919年に父の出身地であるドレスデンに移転。オットーは少年時代の大部分をそこで過ごした。
1930年、オットーは当時通っていた高校を退学処分になる。ユダヤ系の級友をかばいすぎたことが原因であったとされる。その前年の1929年には父が死去しており、裕福な家庭に育ったヴォルスの生活はこの頃から変わりはじめ、帰るべき故郷をもたないボヘミアンとしての人生が始まる。
高校退学後の彼は、メルセデス・ベンツの工場で働いたり、写真家のスタジオで助手を務めたりしていた。フランクフルトにあったレオ・フロベニウス(民族学者、1873 - 1938)のアフリカ研究所に入り民族学と人類学を学んだこともあるが、数か月でここを去っている。その後、前衛的な美術教育機関であるバウハウスにも入り、画家パウル・クレーの指導を受けているが、ここにも短期間通っただけであった。
ナチスの支配に嫌気のさしていたヴォルスはドイツを去る決心をし、バウハウスのラースロー・モホイ＝ナジの勧めもあって1932年、パリに移った。パリではマックス・エルンスト、ジョアン・ミロなど、同時代の美術家とも知り合っているが、ヴォルスが本格的に絵画制作を始めるのはもう少し後のことである。ヴォルスはパリで後に妻となるグレティという女性(ルーマニア系のフランス人)と知り合い、1933年、彼女とともに隣国スペインへ旅立った。スペイン滞在中にドイツ軍へ従軍するようにとの通知を受けるが拒否し、政治亡命者としての道を選んだ。バルセロナでは危険人物として投獄されたこともある。
その後フランスに戻ったヴォルスは写真家として生計を立てようとした。1937年のパリ万国博覧会では公式フォトグラファーに任命され、同年、パリのレ・プレイヤード画廊で写真の個展を開いている。本名のWolfgang Shulzeを略したヴォルス(Wols)という名前を使い始めるのはこの時からである。
第二次大戦が勃発した1939年、ヴォルスは敵性外国人として捕えられ、収容所を転々とさせられた。エクス＝アン＝プロヴァンスのレ・ミル収容所ではエルンストやハンス・ベルメールと一緒であり、芸術活動が認められていた。ヴォルスが本格的に水彩画の制作を始めるのはこの頃であった。翌1940年、ヴォルスはフランス国籍のガールフレンドであるグレティと結婚し、釈放される。彼らはカシ(マルセーユの近くにある港町)やデュルフィ(南仏、ドローム県)で過ごした後、終戦後に再びパリへ戻った。
1945年、ヴォルスはパリのルネ・ドルーアン画廊で個展を開催。この頃からようやく美術家として評価されるようになる。20世紀フランスを代表する文化人であるジャン＝ポール・サルトルはヴォルスの作品を高く評価し、ヴォルスはサルトルやアントナン・アルトーの作品の挿絵を担当することとなった。1947年にはドルーアン画廊で第2回の個展を開催。彼の画家としての名声は次第に高まっていった。しかし、常にラム酒の瓶を手放さなかったという彼の体はアルコール中毒に蝕まれており、健康は次第に悪化していった。1951年、腐った馬肉で食中毒を起こしたことが元で死去。38歳であったが、不摂生のきわみにあった彼の風貌は衰え、50歳くらいにしか見えなかったという。
ヴォルスは、その伝記を見てもわかるように、特定の画派や芸術運動のグループに属したことのない、孤立した存在であったが、今日、その作品は第二次大戦後の主要な美術運動の1つである「アンフォルメル」を代表するものと見なされており、抽象表現主義の先駆者とする見方もある。
ヴォルスの作品の大部分は水彩の小品である。現存する作品のほとんどは第二次大戦勃発後の1940年代以降のものであり、水彩が約1,000点あるのに対し、油絵は数十点にすぎない。彼の水彩作品は、細い線で細かく描き込まれ、都市風景、港、船などの光景の痕跡を残したものと、完全な抽象に近付いたものがあるが、その両者とも、作者の心象風景を視覚化したかのような何とも名付けがたいイメージに満ちている。